# Ерастівка
Ерастівка (у 1966—2011 — Залізнякове, у 2011—2017 — Желєзнякове) — проміжна залізнична станція 4-го класу Дніпровської дирекції Придніпровської залізниці на електрифікованій лінії Верхівцеве — П'ятихатки між станцією Вільногірськ і зупинним пунктом Платформа 88 км. Розташована у селищі Вишневе Кам'янського району Дніпропетровської області.

## Історія
Станція відкрита 1898 року і отримала первісну назву на за ім'ям місцевого діяча Ераста Бродського, на землях якого вона і була побудовано.
1966 року отримала назву Залізнякове, на честь більшовицького матроса Анатолія Железнякова, який 26 липня 1919 року помер від поранень в шпиталі при станції.
2011 року назва уточнена на Желєзнякове.
23 березня 2017 року, за клопотаннями регіональної філії Придніпровська залізниця, АТ «Укрзалізниця» внесла зміни до тарифного керівництва № 4, а станції відновлена історична назва — Ерастівка.

## Пасажирське сполучення
На станції Ерастівка зупиняються приміські електропоїзди Дніпровського та П'ятихатського напрямків.